# The Crucial Test
The Crucial Test er en amerikansk stumfilm fra 1916 af Robert Thornby og John Ince.

## Medvirkende
- Kitty Gordon som Thanya.
- Niles Welch som Vance Holden.
- J. Herbert Frank som Alexander Bagroff.
- William W. Cohill som Boris.
- Winifred Harris.